# Nîmes-le-Vieux

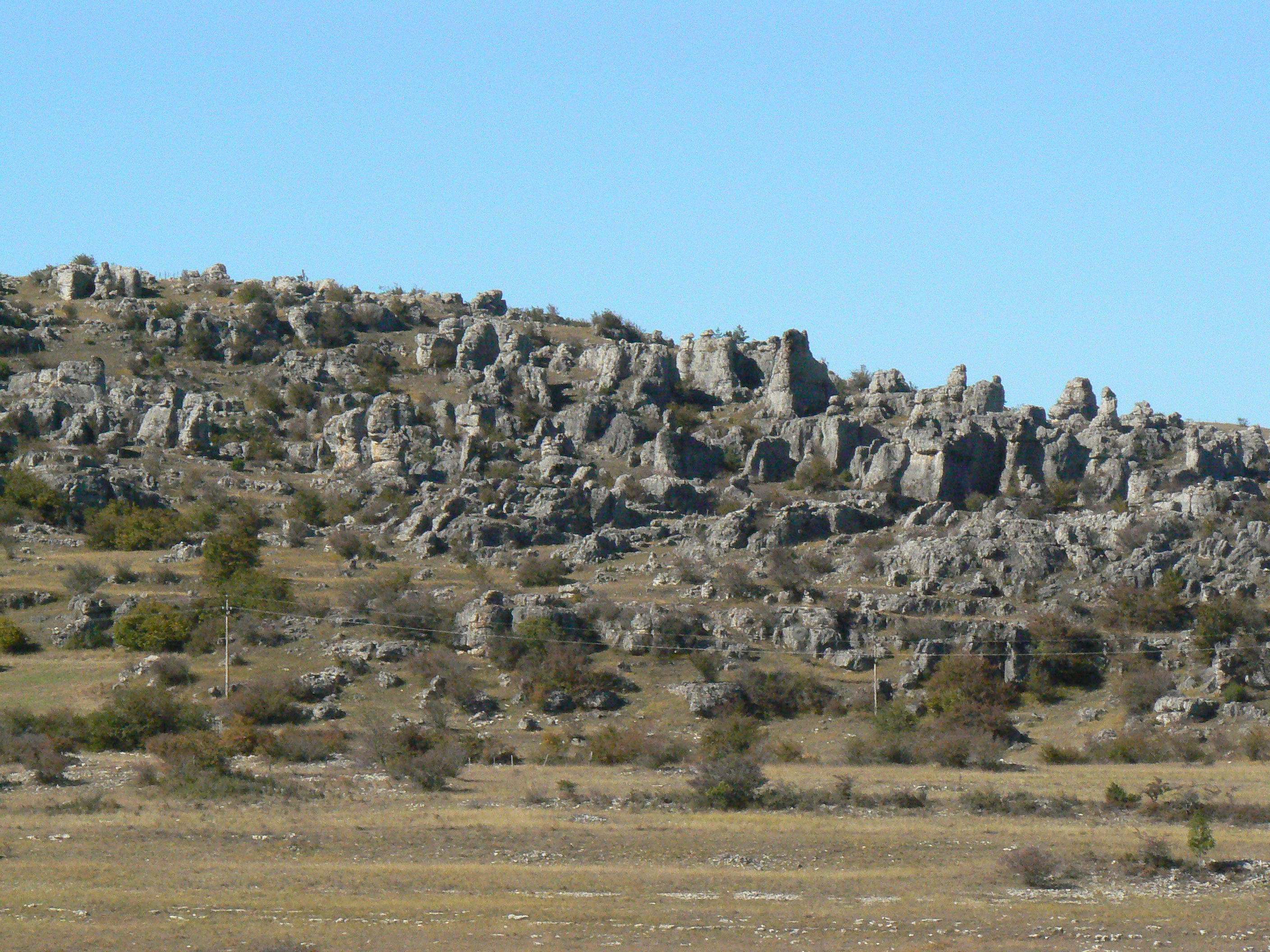
Chaos de Nîmes-le-Vieux

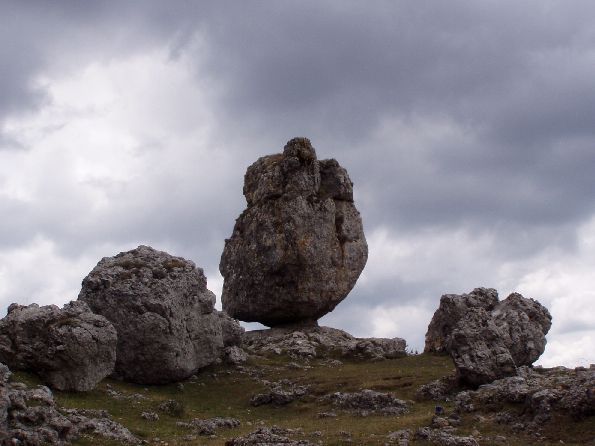
Chaos de Nîmes-le-Vieux

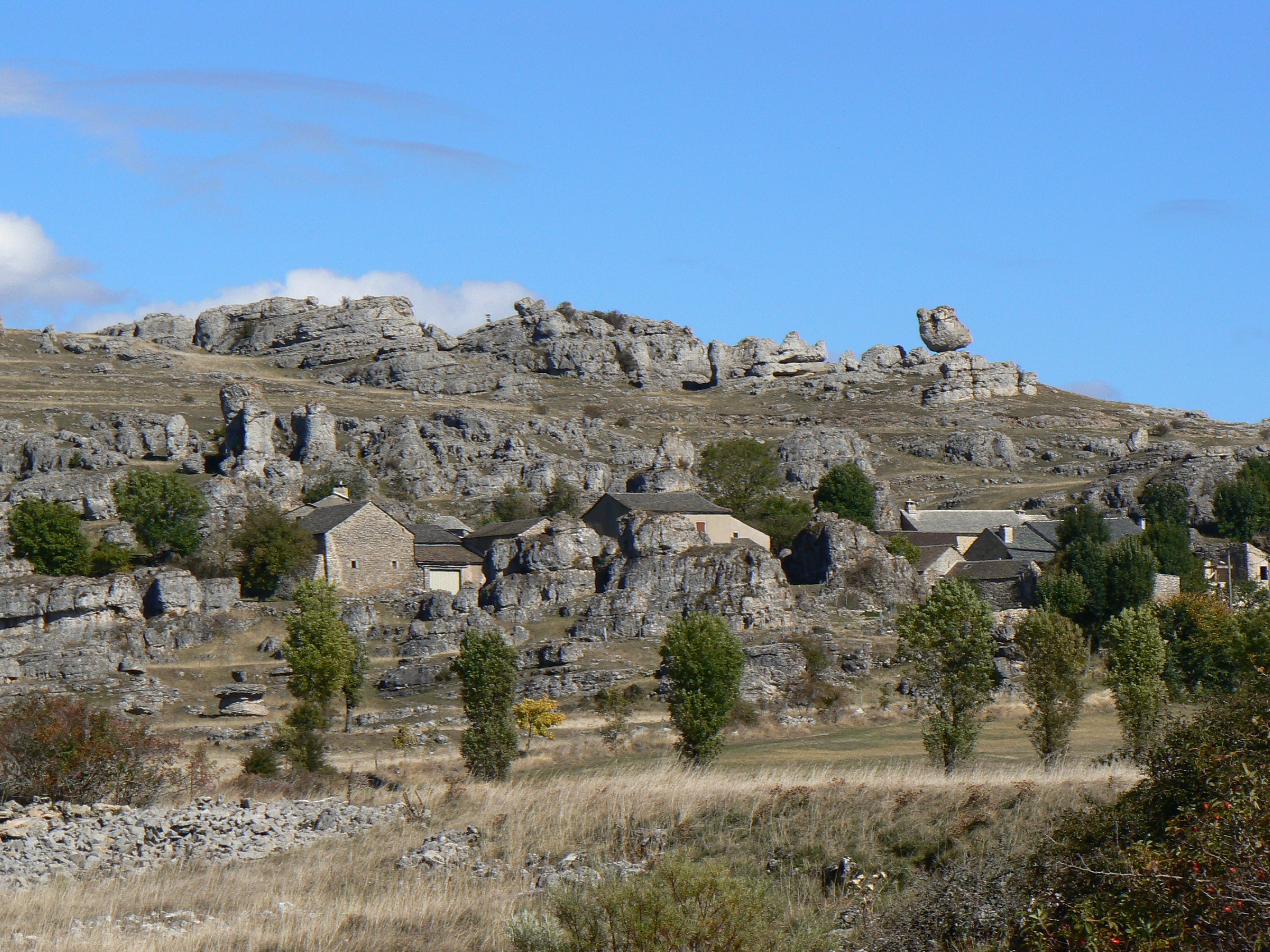
Der Weiler Veygalier beim Chaos de Nîmes-le-Vieux

Das Felsen-Gewirr Nîmes-le-Vieux (französisch Chaos de Nîmes-le-Vieux) liegt auf dem Causse Méjean im Département Lozère. Es ist eine Ansammlung bizarrer Felsbrocken, Felsnadeln, Bögen und kleiner Höhlen auf einer waldlosen Kalk-Hochfläche.
Das Gebiet liegt nördlich des Col de Perjuret zwischen den Orten Florac und Meyrueis im Nationalpark Cevennen. Der Zugang zum Gebiet erfolgt vom Pass aus, über den auch der Fernwanderweg GR 60 führt. Rundwanderwege beginnen bei L’Hom und bei Veygalier sowie bei Gally. Nîmes-le-Vieux erstreckt sich auf einer Höhe von rund 1100 m etwa 4,5 Kilometer in südwestlich-nordöstlicher Richtung. Durch das Gelände führt ein beschilderter Rundwanderweg.
Der Name Nîmes-le-Vieux wurde erstmals 1908 von Paul Arnal, dem Pastor von Vébron in Analogie zum Chaos de Montpellier-le-Vieux geprägt.
Zwischen den Felsen eingebettet liegen die Weiler L’Hom, Galy, Villeneuve oder Veygalier. Schafzucht dominiert heute die Landwirtschaft, die hier seit mehreren Jahrtausenden die Landschaft gestaltet hat.
Das kleinstrukturierte Grasland mit den felsigen Bereichen bietet einer Vielzahl von Insekten und damit auch Vögeln Lebensraum: Falken, Steinrötel, Heidelerche oder Neuntöter. Typische Pflanze ist das Kalkfelsen-Fingerkraut (Potentilla caulescens), endemisch ist der Cévennen-Steinbrech (Saxifraga cebennensis).